# Parcage de têtes
On nomme parcage de têtes l'opération d'un lecteur de disques consistant à parquer les têtes de lecture au-dessus d'une zone d'atterrissage.
Le parcage des têtes a pour but d'éviter un head-crash sur une piste utile qui endommagerait irrémédiablement le disque et occasionnerait une perte de données. Lorsque le lecteur est inactif ou à l'arrêt, son firmware parque automatiquement les têtes de lecture sur la zone d'atterrissage. Ainsi, en cas de choc, l'éventuelle collision entre les têtes de lecture et les disques qui peuvent être ou non en mouvement n'endommagera que la zone d'atterrissage prévue à cet effet. Cette action se fait depuis longtemps par défaut à l'extinction du disque dur. Ou bien par voie logicielle avant l'extinction (pour s’assurer que la tête est bien "parquée", par exemple si le disque dur est de construction ancienne, antérieure aux années ~1990, quand les disques utilisaient encore un bras vertical activé par un servomoteur électronique, un peu comme sur les lecteurs de disquette).
Une autre méthode matérielle existe sur certains disque durs, qui consiste à sortir le bras mécanique à l'extérieur des plateaux et à le caler dans un repose-têtes prévu à cet effet : quand le disque est mis sous tension, les têtes "parquées" sont repositionnées sur les plateaux.